# Gerrit Berckheyde

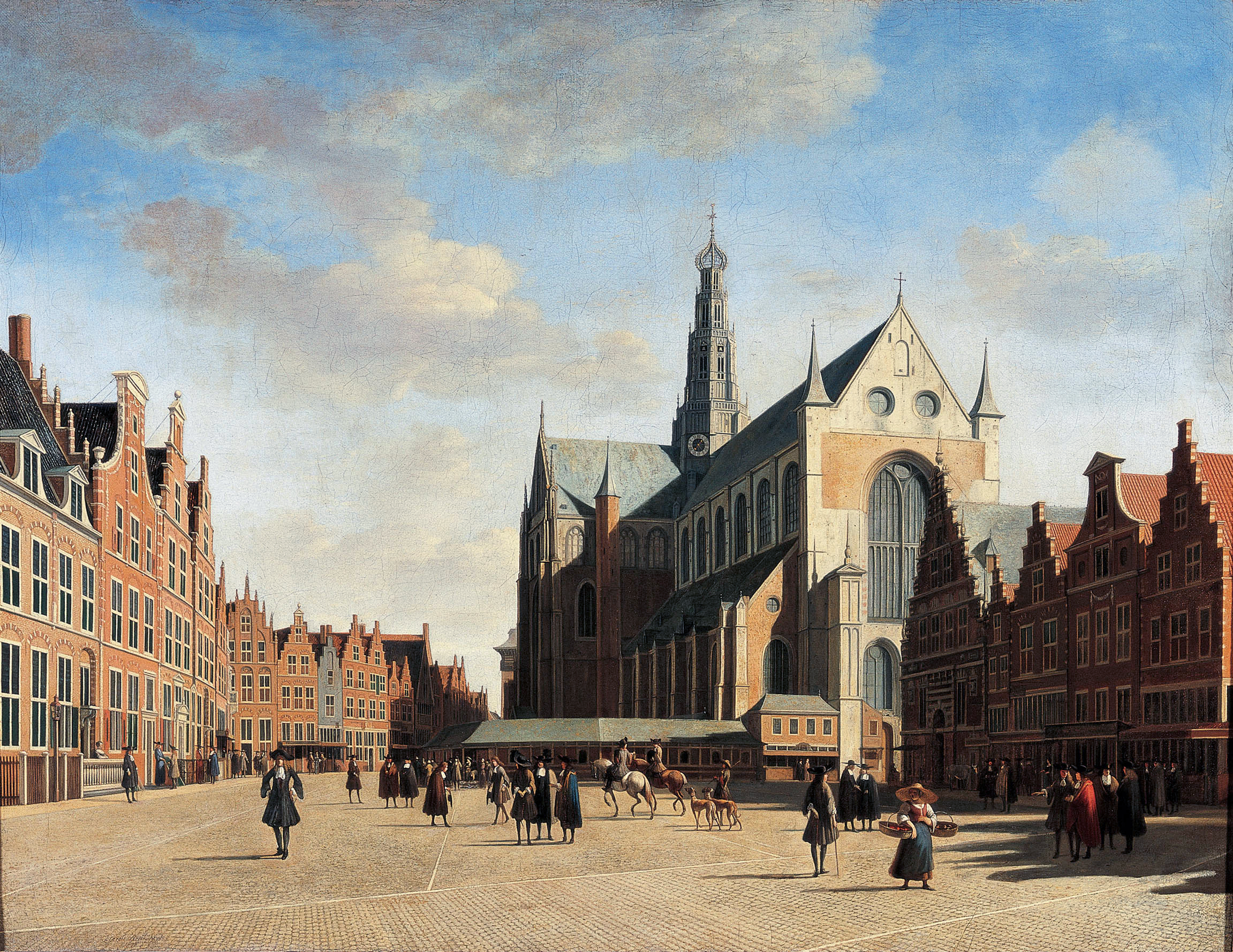
El Grote Markt i Sint-Bavokerk l'any 1696, de Gerrit Adriaenszoon Berckheyde

Gerrit Adriaenszoon Berckheyde (Haarlem, 1638 - Amsterdam, 1698) va ser un pintor neerlandès del segle xvii, que va desenvolupar la seua carrera a Haarlem, Amsterdam i La Haia, conegut sobretot pels seus paisatges urbans.
Va ser batejat al juny de 1638, i fou el germà menor i deixeble de Job Adriaensz. Berckheyde, tot i que també va estudiar amb Frans Hals. Durant la dècada del 1650, els dos germans van fer un llarg viatge al llarg del Rin cap a Alemanya, i s'aturaren a Colònia, Bonn, Mannheim i finalment a Heidelberg. El seu destí era treballar a Heidelberg per a Carles I Lluís, elector palatí, però van ser incapaços d'adaptar-se a la vida de la cort i van tornar a Haarlem, on van compartir casa i estudi i on Gerrit esdevingué membre del gremi de Sant Lluc el 27 de juliol de 1660.
Entre les influències que va rebre, cal destacar l'estil refinat i l'actitud desapassionada de Pieter Saenredam, en definitiva, les característiques del classicisme neerlandès, anàleg a Vermeer. Berckheyde va mostar preferència per les vistes de monuments en grans places, front als paisatges urbans que incloïen vistes de canals, tan habituals en un altre dels paisatgistes neerlandesos de l'època: Jan van der Heyden.